# Pagar Batu (Sipoholon)
Pagar Batu is een bestuurslaag in het regentschap Tapanuli Utara van de provincie Noord-Sumatra, Indonesië. Pagar Batu telt 3091 inwoners (volkstelling 2010).